# A Magyar Művészeti Akadémia tagjainak listája
Alábbi lista a Makovecz Imre építész (1935–2011) által kezdeményezett, egyesületből államilag elismert köztestületté vált Magyar Művészeti Akadémia (alakuló közgyűlés: 2011. november 5., hatályba lépés: 2012. január 1.) tagjait sorolja fel ábécé-sorrendben. A nevet követően a születési, illetve halálozási idő következik, ezt a művészeti ág, valamint a tagság típusa és kezdete követi zárójelben. A tagság típusai a következők: rendes (r.), levelező (l.), pártoló (p.) és tiszteletbeli (t.). A listában a köztestület megalakulása előtti korábbi egyesületi tagok nem szerepelnek.
| Ábécé szerinti tartalomjegyzék                                                                           |
| --- |
| A, Á B C Cs D Dz Dzs E, É F G Gy H I, Í J K L Ly M N Ny O, Ó Ö, Ő P Q R S Sz T Ty U, Ú Ü, Ű V W X Y Z Zs |

## A, Á
- Ablonczy László (1945) színigazgató, kritikus (l. 2014; r. 2017)
- Ács Margit (1941) író (r. 2012)
- Ádám Gyula (1961) fotóművész (l. 2023)
- Ág Tibor (1928–2013) népzenekutató (r. 2012)
- Ágh István (1938) költő, író (r. 2012)
- Aknay János (1949) festő (r. 2012)
- Albert Gábor (1929–2017) író (r. 2012)
- Almási István (1934–2021) népzenekutató (r. 2012)
- Ambrus Éva (1941–2023) keramikus (l. 2012; r. 2013)
- András Ferenc (1942–2024) filmrendező (l. 2013; r. 2013)
- Andrásfalvy Bertalan (1931) néprajzkutató (l. 2015; r. 2019)
- Árendás József (1946) grafikus (r. 2012)

## B
- Bakos István (1941) tervezőgrafikus (l. 2012; r. 2012)
- Baksai József (1957) festő (l. 2017; r. 2023)
- Balassa Sándor (1935–2021) zeneszerző (r. 2012)
- Balázs János (1988) zongoraművész (l. 2021; r. 2023)
- Balázs Mihály (1955) építész (l. 2012; r. 2012)
- Balázs-Bécsi Gyöngyi (1966) múzeumpedagógus (l. 2021; r. 2023)
- Balla András (1945) fotográfus (l. 2012; r. 2012)
- Bán Ferenc (1940) építész (r. 2012)
- Bánsági Ildikó (1947) színész (l. 2013; r. 2014)
- Bánszky Pál (1929–2015) művészettörténész (t. 2012; l. 2012; r. 2012)
- Barabás Márton (1952) festő, szobrász (l. 2013; r. 2017)
- Baráth Ferenc (1946) grafikus (l. 2015; r. 2019)
- Baráti Kristóf (1979) hegedűművész (l. 2014; r. 2023)
- Barta Zsolt Péter (1962) fotográfus (l. 2017; r. 2021)
- Bartusz György (1933) szobrász (r. 2012)
- Bazsinka József (1962) tubaművész (l. 2023)
- Bede-Fazekas Csaba (1933) operaénekes, színész (l. 2013; r. 2017)
- Bencsik István (1931–2016) szobrász (r. 2012)
- Benedek György (1934–2022) szobrász, festő (l. 2012; r. 2013)
- Benkő Ilona, P. (1937) keramikus (r. 2012)
- Benkő Imre (1943) fotográfus (l. 2012; r. 2012)
- Benkő Samu (1928–2021) művelődéstörténész, esszéíró (r. 2012)
- Berecz András (1957) mesemondó, előadóművész (t. 2012; l. 2012; r. 2012)
- Bereczky Csaba Kálmán (1949) fafaragó népművész (l. 2019; r. 2023)
- Bereményi Géza (1946) író, rendező (l. 2012; r. 2012)
- Béres Ilona (1942) színész (l. 2012; r. 2013)
- Berlász Melinda (1942) zenetörténész (l. 2017; r. 2021)
- Bertalan Tivadar (1930–2025) látványtervező (l. 2012; r. 2012)
- Bertha Zoltán (1955) irodalomtörténész (l. 2014; r. 2023)
- Bicskei Zoltán (1958) filmrendező, grafikus (r. 2012)
- Bilson, Malcolm (1935) amerikai zongoraművész (t. 2020)
- Blaskó Péter (1948) színész (l. 2012; r. 2012)
- Bocskai Vince (1949) szobrász (r. 2012)
- Bodonyi Csaba (1943) építész (r. 2012)
- Bodor Ádám (1936) író (r. 2023)
- Bogányi Gergely (1974) zongoraművész (l. 2013; r. 2013)
- Bogdán László (1948–2020) író, újságíró, szerkesztő (r. 2012)
- Bogos Ernő (1961) építész (l. 2013; r. 2017)
- Bohus Zoltán (1941–2017) szobrász, üvegtervező (l. 2012; r. 2012)
- Boldoczki Gábor (1976) trombitaművész (l. 2023)
- Boros Pál (1955) építész (l. 2021; r. 2023)
- Botvay Károly (1932) gordonkaművész (l. 2012; r. 2012)
- Buda Ferenc (1936) költő, műfordító (r. 2012)
- Budai Ilona (1951) népdalénekes (r. 2023)
- Budainé Kósa Klára (1947) keramikus (l. 2019; r. 2023)
- Buglya Sándor (1945) filmrendező (l. 2014; r. 2017)
- Bukta Imre (1952) festő, grafikus (r. 2012; lemondott 2012; l. 2014; r. 2017)
- Burai-Kovács János (1950) ügyvéd (p. 2012)

## C
- Cakó Ferenc (1950) grafikus, animációsfilm-rendező (l. 2021; r. 2023)
- Callmeyer Ferenc (1928–2020) építész (l. 2017)
- Czakó Gábor (1942–2024) író, publicista (r. 2012)

## Cs
- Csáji Attila (1939–2025) festő, grafikus, fényművész, holográfus (r. 2012)
- Császár Angela (1946) színész (l. 2012; r. 2013)
- Cseke Péter (1953) színész, rendező (l. 2014; r. 2019)
- Cserhalmi György (1948) színész (l. 2012; lemondott 2012; r. 2023)
- Csernyus Lőrinc (1961) építész (l. 2015; r. 2021)
- Csete György (1937–2016) építész (r. 2012)
- Csikós Attila (1942–2017) díszlettervező, építész (l. 2012, r. 2013)
- Csíkszentmihályi Róbert (1940–2021) szobrász, éremművész (l. 2013; r. 2013)
- Csiszár Imre (1950) rendező (l. 2023)
- Csontó Lajos (1964) festő, grafikus (l. 2023)
- Csurka Eszter (1969) festő, szobrász, grafikus (l. 2019; r. 2021)

## D
- Dárday István (1940) filmrendező (r. 2012)
- Dávid Katalin (1923–2023) művészettörténész (r. 2012)
- Deim Pál (1932–2016) festő (r. 2012)
- Demján Sándor (1943–2018) üzletember (p. 2012)
- Dévényi Sándor (1949) építész (r. 2012)
- Devich János (1938–2017) gordonkaművész (l. 2012; r. 2013)
- Dobai Péter (1944) író, dramaturg (r. 2012)
- Dobó János (1942) építész (r. 2012)
- Dobos László (1930–2014) író (r. 2012)
- Dobozy Borbála (1955) csembalóművész (l. 2017; r. 2019)
- Döbrentei Kornél (1946) író, költő, újságíró (r. 2012)
- Duba Gyula (1930–2024) író (r. 2012)
- Dubrovay László (1943) zeneszerző (r. 2012)
- Duray Miklós (1945–2022) író, politikus (t. 2020)
- Dvorszky Hedvig (1942) művészettörténész (l. 2012; r. 2021)

## E, É
- Eckhardt Mária (1943) karnagy, zenetörténész (l. 2023)
- Eisler Péter (?) (p. 2012)
- Ekler Dezső (1953) építész (r. 2012; lemondott 2012)
- Elekes Károly (1951) festő, grafikus (l. 2012; r. 2013)
- Eősze László (1923–2020) zenetörténész (r. 2012)
- Eperjes Károly (1954) színész, rendező (l. 2019; r. 2023)
- Erdélyi János (1955) filmrendező (l. 2023)
- Erdélyi Zsuzsanna (1921–2015) folklorista (r. 2012)
- Eredics Gábor (1955) népzenész (l. 2013; r. 2021)
- Erfán Ferenc (1959) festő, iparművész (r. 2012)
- Eszik Alajos (1953) grafikus (l. 2023)
- Esztergályos Cecília (1943) színművész (l. 2023)

## F
- Fábián Éva (1959) népdalénekes, mesemondó (l. 2023)
- Farkas Ádám (1944) szobrász (r. 2012)
- Farkas Árpád (1944–2021) író, költő, műfordító (r. 2012)
- Fazekas Lajos (1944) fazekas népművész (l. 2023)
- Fehér László (1953) festő (r. 2012; lemondott 2012)
- Fekete György (1932–2020) belsőépítész (r. 2012)
- Fekete J. József (1957) kritikus, esszéíró (r. 2012)
- Fekete Vince (1965) költő (r. 2014)
- Felsmann Tamás (1956) tervezőgrafikus (l. 2023)
- Ferdinandy György (1935–2024) író, esszéista (r. 2013, tagság szüneteltetve 2013)
- Ferencz István (1944) építész (r. 2012)
- Ferencz Marcel (1970) építész (l. 2012; r. 2013)
- Ferenczes István (1945) költő (r. 2012)
- Ferenczfy-Kovács Attila (1951) építész, látványtervező (l. 2023)
- Filep Sándor (1954) festő, grafikus, zenész (r. 2012)
- Finta József (1935–2024) építész (r. 2012)
- Fodorné László Mária (1949) szövő, iparművész (l. 2014; r. 2017)
- Forintos Kálmán (1940) formatervező (l. 2013; r. 2021)
- Földi Péter (1949) festő (r. 2012)
- Füzesi Magda (1952) költő, író, újságíró (r. 2012)

## G
- Gaál József (1960) festő, grafikus, szobrász (l. 2017; r. 2019)
- Gál Sándor (1937–2021) író, költő (r. 2012)
- Galánfi András (1945) fafaragó (l. 2012; r. 2012)
- Gálhidy Péter (1974) szobrász (l. 2023)
- Gall, Anthony építész (t. 2015)
- Geszler Mária (1941) keramikus (r. 2012)
- Golda János (1953) építész (l. 2013; r. 2013)
- Gosztonyi Zoltán (1952) fafaragó népművész (l. 2023)
- Grendel Lajos (1948–2018) író (r. 2012)
- Gróh Gáspár (1953) irodalomtörténész, kritikus (l. 2023)
- Gubcsi Lajos (1948) közgazdász, író (p. 2012)
- Gulyás Gyula (1944) filmrendező (r. 2012)
- Gulyás János (1946–2021) filmrendező, operatőr (r. 2012)
- Gutowski Róbert (1976) építész (l. 2023)

## Gy
- Gyarmathy Lívia (1932–2022) filmrendező (l. 2012, lemondott)
- Gyulai Líviusz (1937–2021) grafikus (r. 2012)

## H
- Haáz Sándor (1945) karnagy, zenetanár (r. 2012)
- Hager Ritta (1931) textilművész (r. 2012)
- Halmos Béla (1946–2013) népzenész (l. 2012; r. 2013)
- Hámory Judit (1940) belsőépítész (l. 2017; r. 2023)
- Harangozó Imre (1965) néprajzkutató (l. 2023)
- Haris László (1943) fotográfus (r. 2012)
- Haumann Péter (1941–2022) színész (l. 2012; r. 2012)
- Hauser Beáta (1956) textilművész (l. 2012; r. 2013)
- Hefkó Mihály (1950) belsőépítész (l. 2013; r. 2017)
- Hefter László (1943) üvegművész (l. 2019; r. 2021)
- Herczeg Ágnes (1959) tájépítész (l. 2023)
- Hirtling István (1958) színművész (l. 2023)
- Horesnyi Balázs (1967) díszlet-, jelmeztervező (l. 2023)
- Horváth Péter (1945) fotográfus (l. 2015; r. 2019)
- Hőna Gusztáv (1948) harsonaművész (l. 2015; r. 2021)
- Hunyadi László (1933) szobrász (r. 2012)
- Huszár Lajos (1948) zeneszerző (r. 2012)
- Huszti Péter (1944) színművész, rendező (l. 2012; r. 2012)

## I, Í
- Iancu Laura (1978) költő (l. 2012; r. 2013)
- Istvánfi Gyula (1938) építész, építészettörténész (r. 2012)
- Ittzés Mihály (1938–2018) zenepedagógus (l. 2012; r. 2013)

## J
- Jahoda Maja (1942) belsőépítész (l. 2012; r. 2012)
- Jakobovits Márta (1944) keramikus (r. 2012)
- Jakobovits Miklós (1936–2012) képzőművész, művészeti író (r. 2012)
- Jankovics Marcell (1941–2021) filmrendező, művelődéstörténész, illusztrátor (r. 2012)
- Jankovics Tibor (1944) építész (l. 2014; r. 2017)
- Jánosi András (1951) népzenész (l. 2015; r. 2021)
- Jánosi Zoltán (1954) irodalomtörténész (l. 2023)
- Jánoskúti Márta (1942) jelmeztervező (l. 2013; r. 2017)
- Jelenczki István (1956) filmrendező, képzőművész (l. 2012; r. 2013)
- Jókai Anna (1932–2017) író (r. 2012)
- Jovián György (1951) festő (r. 2012)
- Juhász Zoltán (1955) népzenész (l. 2013; r. 2013)
- Juronics Tamás (1969) táncművész, koreográfus (l. 2013; r. 2023)

## K
- Kabay Barna (1948) filmrendező, forgatókönyvíró (l. 2023)
- Káel Csaba (1961) filmrendező (l. 2023)
- Kaján Tibor (1921–2016) karikaturista (r. 2012; lemondott 2012)
- Kalász Márton (1934–2021) költő, műfordító (r. 2012)
- Kalló Zsolt (1967) hegedűművész (l. 2023)
- Kallós Zoltán (1926–2018) néprajztudós (r. 2012)
- Kálmán László (1952) ötvösművész, díszlet- és jelmeztervező (l. 2021; r. 2023)
- Kamp Salamon (1958) karmester (l. 2021; r. 2023)
- Kampis Miklós (1935–2020) építész (r. 2012; t. 2012; r. 2012)
- Kányádi Sándor (1929–2018) író, költő, műfordító (r. 2012)
- Karátson Gábor (1935–2015) író, festő (r. 2012)
- Kardos Sándor (1944) operatőr (r. 2023)
- Kárpáti Tamás (1949) festő (r. 2012)
- Kása Béla (1952) fotográfus (l. 2021; r. 2023)
- Kassai István (1959) zongoraművész (l. 2012; r. 2013)
- Katona Katalin (1948–2020) ötvösművész (l. 2012; r. 2012)
- Katona Szabó Erzsébet (1952–2024) textilművész, látványtervező (r. 2012)
- Kékedi László (1966) faragó népművész (l. 2012; r. 2013)
- Kelecsényi Csilla (1953) textilművész (l. 2012; r. 2012)
- Keller András (1960) hegedűművész (l. 2023)
- Kemény Henrik (1925–2011) bábszínész (r. 2012)[2]
- Kerényi József Péter (1939–2016) építész (r. 2012)
- Keresztes Dóra (1953) festő, grafikus (l. 2021; r. 2023)
- Kernács Gabriella (1943–2021) művészettörténész (t. 2012)
- Keserü Katalin (1946) művészettörténész (r. 2012)
- Kévés György (1935–2024) építész (r. 2023)
- Kincses Károly (1954) fotómuzeológus (l. 2017; r. 2023)
- Király László (1943) író (r. 2012)
- Király Levente (1937–2024) színész (l. 2012; r. 2013)
- Kiss Anna (1939) költő, drámaíró (r. 2012)
- Kiss-B. Atilla (1963) operaénekes (l. 2012; r. 2013)
- Kiss Benedek (1943) költő (r. 2012)
- Kiss Csaba (1960) rendező (l. 2012; r. 2013)
- Kiss Dénes (1936–2013) író, költő (r. 2012)
- Kiss János (1959) balettművész, koreográfus (l. 2017; r. 2021)
- Kobzos Kiss Tamás (1950–2015) előadóművész (t. 2012; l. 2012; r. 2012)
- Kocsár Balázs (1963) karmester (l. 2012; r. 2013)
- Kocsár Miklós (1933–2019) zeneszerző (r. 2012)
- Kodolányi Gyula (1942) költő, műfordító (l. 2012; r. 2013)
- Kóka Rozália (1943) előadóművész (l. 2014; r. 2019)
- Kókay Krisztina (1943) grafikus, textilművész (l. 2012; r. 2013)
- Kollár Éva (1945) karnagy (l. 2012; r. 2013)
- Kolozsi Tibor (1965) szobrász (l. 2023)
- Koltai Lajos (1946) rendező, operatőr (r. 2023)
- Kontra Ferenc (1958) író, költő, műfordító (l. 2019; r. 2021)
- Koós Pál (1964) formatervező (l. 2021; r. 2023)
- Korniss Péter (1937) fotográfus (r. 2012; lemondott 2012; r. 2023)
- Korzenszky Richárd (1941) bencés szerzetes, pap, tanár (t. 2014)
- Kósa Ferenc (1937–2018) filmrendező (l. 2012; r. 2012)
- Kótai József (1940) ötvös (r. 2012)
- Kovács István (1945) költő, történész (r. 2012)
- Kovács János (1951) karmester (l. 2023)
- Kovács László (1956) fazekas népművész (l. 2023)
- Kovács Miklós (1928) kékfestő (r. 2023)
- Kovács Péter (1943–2019) festő, grafikus (l. 2012; r. 2012)
- Kovács Zoltán (1969) zeneszerző (l. 2012; r. 2013)
- Kováts Kolos (1948) operaénekes (l. 2021; r. 2023)
- Kő Pál (1941–2020) szobrász (r. 2012)
- Kravár Ágnes (1947) építész (l. 2021; r. 2023)
- Krcho János (1957) építész (r. 2012)
- Kubik Anna (1957) színész (l. 2012; r. 2012)
- Kucsera Tamás Gergely (1976) eszmetörténész (l. 2019; r. 2023)
- Kulin Ferenc (1943) irodalomtörténész, kritikus (l. 2019; r. 2023)
- Kulinyi István (1945) grafikus (l. 2017; r. 2023)
- Kunkovács László (1942) fotográfus, néprajzkutató (r. 2012)
- Kusztos Endre (1925–2015) grafikus, festő (r. 2012)
- Kuti Dénes (1952) festő (r. 2012)

## L
- Laczák Géza (1951) ötvösművész (l. 2014; r. 2021)
- Lajta Gábor (1955) festő (l. 2015; r. 2019)
- Lakner László (1936) festő (t. 2020; r. 2023)
- Landgráf Katalin (1952) textilművész (l. 2012; r. 2012)
- Lantos Ferenc (1929–2014) festő (r. 2012; r. 2012)
- Lantos István (1949) zongora- és orgonaművész (l. 2012; r. 2012)
- Lászlóffy Csaba (1939–2015) író, költő (r. 2012)
- Lelkes Péter (1942–2022) formatervező iparművész (r. 2012)
- Lencsés Lajos (1943) oboaművész (l. 2023)
- Lezsák Sándor (1949) költő, politikus (l. 2021; r. 2023)
- Lovas Ilona (1948–2021) képzőművész, textilművész (r. 2012)
- Lövétei Lázár László (1972) költő, műfordító (l. 2021; r. 2023)
- Lugossy László (1939) filmrendező (l. 2012; r. 2012)
- Lugossy Mária (1950–2012) szobrász (r. 2012)
- Lukács Sándor (1947) színész (l. 2017; r. 2019)
- Lukácsi László (1961) üvegszobrász (l. 2013; r. 2013)
- Lux Ádám (1964) színművész (l. 2023)

## M
- Mács József (1931–2017) író (r. 2012)
- Magyar László (1955–2016) festő (r. 2012)
- Makkai Ádám (1935–2020) költő, műfordító (l. 2017; r. 2019)
- Márkos Albert (1944) hegedűművész (l. 2021; r. 2023)
- Márkus Béla (1945) irodalomtörténész (l. 2015; r. 2023)
- Marosi Barna (1931–2015) író, újságíró (r. 2012)
- Marosi Miklós (1942–2021) építész (r. 2012)
- Marsall László (1933–2013) költő (r. 2012)
- Marton Éva (1943) operaénekes (l. 2012; r. 2012)
- Marton László (1943–2019) rendező, színigazgató (l. 2015)
- Máthé Tibor (1943) operatőr (l. 2019; r. 2023)
- Medveczky Ádám (1941) karmester (l. 2012; r. 2012)
- Melocco Miklós (1935) szobrász (r. 2012)
- Mécs Károly (1936) színész (l. 2013; r. 2014)
- Mészáros Éva (1932–2023) textilművész, divattervező (r. 2012)
- Mezei Gábor (1935) belsőépítész (r. 2012)
- Mezey Katalin (1943) költő, műfordító (r. 2012)
- Mihályi Gábor (1958) koreográfus (l. 2013; r. 2021)
- Miller Lajos (1940) operaénekes (l. 2013; r. 2014)
- Mispál Attila (1966) filmrendező, forgatókönyvíró (l. 2021; r. 2023)
- Mohay Miklós (1960) zeneszerző, zeneelmélet-tanár (r. 2012)
- Molnár Edit (1933) fotográfus (r. 2012)
- Molnár Imre (1942) bőrműves (l. 2013; r. 2023)
- Morell Mihály (1911–2013) festő, szobrász, filmvágó (r. 2012)
- Móser Zoltán (1946) fotográfus (r. 2012)
- Mőcsényi Mihály (1919–2017) tájépítész (t. 2015)
- Murádin Jenő (1937) művészettörténész (r. 2012)

## N
- Nagy Attila (1955–2021) rendező, drámatörténész, mérnök (r. 2012)
- Nagy Ervin (1950) építész (r. 2012)
- Nagy Gábor (1972) költő, író (l. 2013; r. 2013)
- Nagy János (1935–2021) szobrász (r. 2012)
- Nagy József színész, rendező (l. 2012; lemondott 2012)
- Nagy Koppány Zsolt (1978) író, műfordító (l. 2023)
- Nagy Viktor (1954) rendező (l. 2012; r. 2013)
- Nagy Zoltán Mihály (1949) író (r. 2012)
- Nemeskürty István (1925–2015) irodalom- és filmtörténész (r. 2012; t. 2012)
- Németh János (1934) szobrász, keramikus (l. 2012; r. 2013)
- Nógrádi Péter (1952) zeneszerző (r. 2012)
- Noll Tamás (1952) építész (l. 2021; r. 2023)
- Normantas Paulius (1948–2017) fotográfus (l. 2012; r. 2013)
- Novák András, M. (1944) festő (r. 2012)
- Novák Ferenc (1931–2024) koreográfus, rendező (r. 2012; lemondott 2012; r. 2023)

## O, Ó
- Oberfrank Pál (1964) színész (l. 2012; r. 2013)
- Oláh János (1942–2016) költő, író (l. 2012; r. 2013)
- Olasz Ferenc (1943) fotográfus (l. 2013; r. 2019)
- Olsvay Endre (1961) zeneszerző (r. 2012)
- Onczay Csaba (1946) gordonkaművész (l. 2019; r. 2021)
- Oravecz Imre (1943) író, költő (l. 2013; r. 2013)
- Orbán János Dénes (1973) költő, író (l. 2021; r. 2023)
- Orosz István (1951) grafikus, filmrendező (r. 2012)
- Osgyányi Vilmos (1951) szobrász, restaurátor (l. 2021; r. 2023)

## P
- Páll Lajos (1938–2012) költő, festő (r. 2012)
- Pap Ferenc (1949) operatőr (l. 2019; r. 2023)
- Párkai István (1928–2023) karnagy (l. 2013; r. 2013)
- Pártay Lilla (1941) táncművész, koreográfus (l. 2014; r. 2019)
- Pásztor Péter (1948) építész (r. 2012)
- Pataki Tibor (1951) festő, grafikus (l. 2021; r. 2023)
- Paulik László (1966) hegedűművész (l. 2019; r. 2023)
- Pávai István (1951) népzenekutató (l. 2023)
- Pázmándi Antal (1943) szobrász, keramikus (l. 2023)
- Pécsi Györgyi (1958) irodalomtörténész (l. 2017; r. 2023)
- Péreli Zsuzsa (1947) textilművész, keramikus (r. 2023)
- Perényi Miklós (1948) gordonkaművész (r. 2023)
- Petényi Katalin (1941) filmrendező, dramaturg (l. 2021; r. 2023)
- Péterfy László (1936) szobrász (r. 2012)
- Petrás Mária (1957) népdalénekes (l. 2012; r. 2013)
- Piros Ildikó (1947) színész (l. 2021; r. 2023)
- Plesz Antal (1930–2014) építész (r. 2012)
- Polgár Rózsa (1936–2014) textil- és kárpitművész (r. 2012)
- Pollák Róbert muzeológus (t. 2015)
- Pollok László (1951) (p. 2012)
- Portoghesi, Paolo (1931–2023) olasz építész (t. 2020)
- Pregitzer Fruzsina (1959) színész (l. 2013; r. 2021)
- Prokopp Mária (1939) művészettörténész (l. 2023)
- Prutkay Péter (1947–2022) grafikus (l. 2012; r. 2013)

## R
- Ráckevei Anna (1960) színész (l. 2012; r. 2013)
- Radványi György (1949–2020) építész (l. 2017)
- Ránki Dezső (1951) zongoraművész (r. 2023)
- Rátkai Erzsébet (1956) jelmeztervező (l. 2012; r. 2013)
- Rátóti Zoltán (1960) színész (l. 2012; r. 2012)
- Reményi Attila (1959) zeneszerző, zenetanár (r. 2012)
- Reviczky Gábor (1949) színész (l. 2012; r. 2012)
- Rilling, Helmuth (1933) német karmester (t. 2017)
- Rofusz Ferenc (1946) animációsfilm-rendező (r. 2023)
- Rohonyi Anikó (1942) operaénekes (l. 2014; r. 2021)
- Rost Andrea (1962) operaénekes (l. 2012; tagságát felfüggesztette 2012; r. 2023)
- Rostoka László (1948) grafikus (t. 2012; l. 2023)
- Rudolf Mihály (1955) építész (l. 2012; r. 2013)

## S
- Salamin Ferenc (1958) építész (l. 2013; r. 2019)
- Sándor György (1938) előadóművész, humoralista (r. 2023)
- Sánta Ferenc (1945–2024) hegedűművész (r. 2023)
- Sántha Attila (1968) költő (l. 2023)
- Sapszon Ferenc, ifj. (1952) karnagy (l. 2012; r. 2012)
- Sára Ernő (1947) grafikus (l. 2013; r. 2015)
- Sára Sándor (1933–2019) operatőr, rendező (r. 2012)
- Sáros László (1947) építész, fotográfus (l. 2012; r. 2012)
- Sass Sylvia (1951) operaénekes (l. 2012; r. 2013)
- Scherer József (1947–2020) formatervező (l. 2012; r. 2012)
- Schrammel Imre (1933) keramikus (r. 2012)
- Sebestyén Márta (1957) népdalénekes, előadóművész (t. 2012; l. 2012; r. 2013)
- Sebő Ferenc (1947) előadóművész, népzenekutató (l. 2019; r. 2023)
- Serfőző Simon (1942) költő (l. 2012; r. 2013)
- Sigmond István (1936–2014) író (r. 2012)
- Simon Károly (1941–2017) ipari formatervező (r. 2012)
- Simon László, L. (1972) író, költő (l. 2023)
- Sinkó István (1951) festő (l. 2023)
- Sipos Enikő (1949) textilművész, restaurátor (l. 2023)
- Sipos János (1953) népzenekutató (l. 2014; r. 2021)
- Sipos László (1943–2022) festő (r. 2012)
- Sipos Mihály (1948) népzenész (l. 2013; r. 2013)
- Skardelli György (1955) építész (l. 2013; r. 2013)
- Smetana Ágnes (1961) üvegművész (l. 2023)
- Solymosi-Tari Emőke (1961) zenetörténész (l. 2014; r. 2017)
- Somogyi Győző (1942) grafikus, festő (r. 2012)
- Somogyi Pál György (1946) belsőépítész, építész (r. 2012)
- Soós Szabó Edith (1928–2017) előadóművész, galériatulajdonos (p. 2012)
- Stefanovits Péter (1947) festő, grafikus (r. 2012)
- Stoller Antal (1944) koreográfus (l. 2012; r. 2013)
- Sturcz János (1958) művészettörténész (l. 2014; r. 2019)
- Sulyok Miklós (1958) művészettörténész (l. 2014; r. 2023)

## Sz
- Szabados Árpád (1944–2017) festő, grafikus (l. 2013; r. 2013)
- Szabó Dénes (1947) karnagy (l. 2012; r. 2012)
- Szabó Marianne (1932) textilművész (l. 2012; r. 2012)
- Szabó Tamás (1952) szobrász, festő (r. 2012)
- Szabó Tamás János (1970) építész (l. 2012; r. 2012)
- Szakolczay Lajos (1941) irodalomtörténész, kritikus (l. 2019; r. 2023)
- Szakonyi Károly (1931) író, dramaturg (r. 2012; lemondott 2013; r. 2023)
- Szalai Györgyi (1940–2024) filmrendező (l. 2013; r. 2017)
- Szalay Tihamér (1954) építész (l. 2023)
- Száraz Miklós György (1958) író (l. 2021; r. 2023)
- Szarvas József (1954) színész (l. 2013; r. 2017)
- Szarvas Péter (1962) építész (l. 2023)
- Szatyor Győző (1947) népművész (l. 2013; r. 2013)
- Szecsődi Ferenc (1954) hegedűművész (l. 2012; r. 2012)
- Szegő György (1947) építész, díszlettervező (l. 2023)
- Székely László (1932) díszlettervező (l. 2012; r. 2012)
- Szemadám György (1947) festő, író (r. 2012)
- Szenes István (1946) belsőépítész (r. 2012)
- Szenik Ilona (1927–2019) népzenekutató (r. 2012; t. 2012)
- Szentkirályi Miklós (1943–2021) restaurátor-művész (r. 2012)
- Szentmártoni János (1975) költő (l. 2013; r. 2017)
- Szerényi Béla (1972) népzenész, hangszerkészítő (l. 2019; r. 2023)
- Szerző Katalin (1949) zenetörténész (r. 2012)
- Szilágyi István (1938–2024) író (r. 2012)
- Szilágyi Varga Zoltán (1951) rajzfilmrendező (l. 2023)
- Szobolits Béla (1946) filmrendező (l. 2017; r. 2021)
- Szokolay Sándor (1931–2013) zeneszerző (r. 2012)
- Szotyory László (1957) festő (l. 2023)
- Szőcs István (1928–2020) író (r. 2012)
- Szőcs Miklós TUI (1953) szobrász (l. 2012; r. 2013)
- Szőnyi Erzsébet (1924–2019) zeneszerző, énektanár, karnagy (r. 2012)
- Szörényi László (1945) irodalomtörténész, író (l. 2017; r. 2019)
- Szunyoghy András (1946) festő, grafikus (l. 2012; r. 2013)
- Szurcsik József (1959) grafikus (l. 2013; r. 2017)
- Szűcs Endre (1944–2023) építész (l. 2013; r. 2017)

## T
- Tamás Menyhért (1940) író, költő (r. 2012)
- Tardy László (1941) karnagy, kórusvezető (l. 2013; r. 2013)
- Taxner-Tóth Ernő (1935–2025) irodalomtörténész (t. 2020)
- Temesi Ferenc (1949) író, műfordító, drámaíró, forgatókönyvíró (r. 2012)
- Terényi Ede (1935–2020) zeneszerző, zenetudós (r. 2012)
- Ternovszky Béla (1943) rajzfilm-rendező (l. 2015; r. 2023)
- Tima Zoltán (1965) építész (l. 2012; r. 2013)
- Timár Sándor (1930) koreográfus (t. 2015; r. 2023)
- Tokody Ilona (1953) operaénekes (l. 2012; r. 2012)
- Tompa Gábor (1957) rendező (l. 2012; lemondott 2012)
- Tordai Hajnal (1946) jelmeztervező (l. 2012; r. 2013)
- Tornai József (1927–2020) író, költő, műfordító (l. 2012; r. 2012)
- Tóth Bálint (1929–2017) költő, író, műfordító (r. 2012)
- Tóth Erzsébet (1951) költő (l. 2012; r. 2013)
- Tóth György Gyula (1950) fotográfus (l. 2012; r. 2013)
- Tóth János (1930–2019) operatőr (l. 2012; r. 2012)
- Tóth Klára (1953) filmesztéta (l. 2014; r. 2019)
- Tóth László (1949) költő, műfordító (l. 2019; r. 2021)
- Tóth Péter (1965) zeneszerző (r. 2012)
- Tóth Tibor Pál (1942) belsőépítész (r. 2012)
- Tóth Vilmos (1953) építész (l. 2021; r. 2023)
- Török Ferenc (1936–2021) építész (r. 2012)
- Török László (1948–2020) fotográfus (l. 2013; r. 2013)
- Tőzsér Árpád (1935) költő, író (r. 2012)
- Turányi Gábor (1948–2020) építész (l. 2013; r. 2013)
- Turi Attila (1959) építész (l. 2012; r. 2012)

## U, Ú
- Ujvárossy László (1955) grafikus (r. 2012)

## V
- Vadász Bence (1964) építész (l. 2019; r. 2021)
- Vadász György (1933–2024) építész (r. 2023)
- Vajda László (1953) népművész (l. 2013; r. 2017)
- Várbíró Judit (1946) karnagy, szerkesztő (l. 2023)
- Varga Péter (1951) restaurátor (l. 2013; r. 2014)
- Vargha Mihály (1961) szobrász (l. 2012; r. 2013)
- Vári Fábián László (1951) költő, néprajzkutató (r. 2012)
- Vásáry Tamás (1933) zongoraművész (r. 2023)
- Vashegyi György (1970) karmester (l. 2013; r. 2017)
- Vathy Zsuzsa (1940–2017) író, újságíró (r. 2012)
- Verebes György (1953) festő, grafikus (l. 2021; r. 2023)
- Veress Sándor László (1934) festő (r. 2012)
- Vesmás Péter (1953) építész (l. 2015; r. 2021)
- Véssey Gábor (1948) festő, grafikus (l. 2012; r. 2013)
- Vetró Mihály (1967) népművész (l. 2021; r. 2023)
- Vidák István (1947) textil- és nemezművész (l. 2012; r. 2012)
- Vidnyánszky Attila (1964) rendező, színigazgató (r. 2012)
- Vinczeffy László (1946) festő (r. 2012)
- Viszlai József (1959) építész (l. 2023)
- Vörös Győző (1972) egyiptológus (t. 2014)

## X
- Xantus Gábor (1954) filmrendező (r. 2012)

## Z
- Záborszky Kálmán (1947) karmester (l. 2012; r. 2012)
- Zádori Mária (1948) énekművész (l. 2013; r. 2017)
- Zakariás Attila (1954) építész (r. 2012)
- Zalán Tibor (1954) író, költő (l. 2023)
- Zalavári József (1955) szobrász, formatervező (l. 2023)
- Zalaváry Lajos (1923–2018) építész (r. 2012)
- Zelnik József (1949) néprajzkutató, író (r. 2012)
- Zoboki Gábor (1963) építész (l. 2012; r. 2013)

## Zs
- Zsigmond Dezső (1956) filmrendező (r. 2012)
- Zsigmond Vilmos (1930–2016) operatőr (l. 2013; r. 2013)
- Zsuráfszky Zoltán (1956) táncművész, koreográfus (l. 2013; r. 2021)